# Tafí del Valle
Tafí del Valle é uma cidade da Argentina, capital do departamento de Tafí del Valle, província de Tucumã.